# Eye to Eye
Eye to Eye ist ein britisch-amerikanisches Popduo, welches in den frühen 1980ern seine erfolgreichste Zeit hatte.

## Geschichte
Die Gruppe formierte sich im Jahr 1979, als der Keyboarder Julian Marshall, der bis dato mit dem Duo Marshall Hain erfolgreich gewesen war, auf die Sängerin Deborah Berg traf. Gemeinsam begannen sie Lieder zu schreiben und veröffentlichten 1980 ihre erste Single Am I Normal?. Im Jahr 1982 kam auf Warner Bros Records ihr selbstbetiteltes Debütalbum heraus, welches von Gary Katz produziert wurde. Die daraus ausgekoppelte Single Nice Girls schaffte es auf Platz 37 der Billboard Hot 100.
Eye to Eyes nächstes Album erschien 1983 unter dem Titel Shakespeare Stole My Baby. Die Single Lucky erreichte Platz 88 der Charts. Danach wurde es still um das Duo, bis im Jahr 2005 das Album Clean Slate herauskam.
Auf dem Musikportal Allmusic wurde die Musik von Eye to Eye als „eingängige und intelligente Popmusik mit herausragendem musikalischen Können und straffer Produktion“ beschrieben.

## Diskografie

### Alben
- 1982: Eye to Eye
- 1983: Shakespeare Stole My Baby
- 2005: Clean Slate

### Singles
- 1980: Am I Normal?
- 1982: Hunger Pains
- 1982: Nice Girls
- 1983: Lucky